# YIPF3
YIPF3 (англ. Yip1 domain family member 3) – білок, який кодується однойменним геном, розташованим у людей на короткому плечі 6-ї хромосоми. Довжина поліпептидного ланцюга білка становить 350 амінокислот, а молекулярна маса — 38 248.
| 10         |  | 20         |  | 30         |  | 40         |  | 50         |
| ---------- |  | ---------- |  | ---------- |  | ---------- |  | ---------- |
| MATTAAPAGG |  | ARNGAGPEWG |  | GFEENIQGGG |  | SAVIDMENMD |  | DTSGSSFEDM |
| GELHQRLREE |  | EVDADAADAA |  | AAEEEDGEFL |  | GMKGFKGQLS |  | RQVADQMWQA |
| GKRQASRAFS |  | LYANIDILRP |  | YFDVEPAQVR |  | SRLLESMIPI |  | KMVNFPQKIA |
| GELYGPLMLV |  | FTLVAILLHG |  | MKTSDTIIRE |  | GTLMGTAIGT |  | CFGYWLGVSS |
| FIYFLAYLCN |  | AQITMLQMLA |  | LLGYGLFGHC |  | IVLFITYNIH |  | LHALFYLFWL |
| LVGGLSTLRM |  | VAVLVSRTVG |  | PTQRLLLCGT |  | LAALHMLFLL |  | YLHFAYHKVV |
| EGILDTLEGP |  | NIPPIQRVPR |  | DIPAMLPAAR |  | LPTTVLNATA |  | KAVAVTLQSH |
|            |  |            |  |            |  |            |  |            |

A: Аланін

C: Цистеїн

D: Аспарагінова кислота

E: Глутамінова кислота

F: Фенілаланін

G: Гліцин

H: Гістидин

I: Ізолейцин

K: Лізин

L: Лейцин

M: Метіонін

N: Аспарагін

P: Пролін

Q: Глутамін

R: Аргінін

S: Серин

T: Треонін

V: Валін

W: Триптофан

Задіяний у таких біологічних процесах, як диференціація клітин, ацетилювання. 
Локалізований у клітинній мембрані, цитоплазмі, мембрані, апараті гольджі.